# Sanson (Benin)
Sanson ist ein Arrondissement im Departement Borgou in Benin. Es ist eine Verwaltungseinheit, die der Gerichtsbarkeit der Kommune Tchaourou untersteht. Gemäß der Volkszählung von 2013 hatte Sanson 20.608 Einwohner, davon waren 10.350 männlich und 10.258 weiblich.
Der Ort liegt auf der Nationalstraße RN6 ungefähr auf halber Strecke zwischen Bétérou und Parakou.